# Minioner
Minioner, originaltitel Minions, är en animerad amerikansk långfilm från 2015, producerad av Illumination Entertainment och Universal Pictures. Denna film är en prequel och en spin-off till filmen Dumma mej. Filmen hade premiär den 18 juni 2015 i Australien, den 26 juni 2015 i Storbritannien, den 10 juli 2015 i USA och den 1 juli 2015 i Sverige.

## Handling
Minionerna är en sorts varelser som har utvecklats från encelliga organismer och med tiden har kommit att specialisera sig på att tjäna världshistoriens värsta skurkar och despoter. De råkar dock ofta ta livet av sina herrar, och efter att ha misslyckats spektakulärt med att tjäna Napoleon drivs de på flykten och slår sig ner i en håla i Nordpolen, där de blir alltmer deprimerade och håglösa av att inte ha någon herre att tjäna. För att råda bot på det hela bestämmer sig den orädda minionen Kevin tillsammans med musikälskande Stuart och den unge men entusiastiske Bob för att ge sig ut för att hitta en ny herre att tjäna. De hamnar i New York år 1968, och efter att ha övernattat i ett varuhus där de råkar få se en hemlig utsändning med reklam för en kongress för superskurkar, Villain-Con, bestämmer de för att ta sig dit. Där faller de pladask för den kvinnliga superskurken Scarlet Overkills ondska och skönhet, och lyckas imponera tillräckligt på henne för att bli rekryterade som hennes undersåtar. Hon tar dem med till London, där hon beordrar dem att stjäla drottning Elizabeth II:s krona. Minionerna tar sig in i Towern i London, där Bob drar ut ett svärd ur en sten och därigenom blir krönt till kung av England. Detta gör Scarlet ursinnig, och när Bob får se det abdikerar han till förmån för henne. Trots detta kastar Scarlet de tre minionerna i en fängelsehåla där de torteras av hennes make, uppfinnaren Herb. De lyckas fly därifrån och ger sig iväg för att be Scarlet om ursäkt. I Westminster Abbey avbryter de Scarlets kröning genom att råka tappa en gigantisk ljuskrona över henne, varpå hon beordrar att de ska avrättas. De blir jagade av dussintals skurkar. Bob och Stuart tas till fånga medan Kevin slinker in på en pub. På TV ser han Scarlet som hotar att döda Stuart och Bob om inte Kevin inte har överlämnat sig till henne senast i gryningen nästa dag. Kevin smyger sig in i Scarlets högkvarter för att skaffa vapen, men råkar aktivera en maskin Herb håller på att bygga, som förstorar honom. Han trampar igenom London som en jätte och når fram till sina vänner samtidigt som alla de andra minionerna dyker upp för att återförenas med dem. Scarlet försöker göra slut på dem, men Kevin sväljer en enorm missil som hon skickar mot dem. Scarlet och Herb försöker fly med hjälp av hennes raketklänning, men Kevin håller fast dem. Missilen exploderar och verkar förinta både Kevin, Scarlet och Herb. Efter att minionerna har sörjt honom en stund dyker Kevin upp igen, denna gång i sin normala storlek.
Drottningen får tillbaka sin krona och bestiger tronen igen. Som tack får Bob en liten krona till sin teddybjörn, Stuart får först en elgitarr (som han spelar sönder i sin entusiasm) och sedan en snöglob. Kevin blir dubbad till riddare för sitt hjältedåd. Plötsligt upptäcker hon att kronan är borta igen. Kevin leder jakten på Scarlet och Herb, som visar sig leva och flyr genom folkmassan tills de stoppas av en frysstråle från en ung Gru, som själv tar kronan och sticker på en raketdriven motorcykel inför minionernas beundrande ögon. Bob ger sin krona till den nedfrusna Scarlet, och minionerna beger sig sedan iväg efter Gru, som de ser som en möjlig ny herre att tjäna under.

## Om filmen
Minioner är den femte filmen producerad av Illumination Entertainment. Manusförfattare är Brian Lynch, som också var manusansvarig för Hopp och Mästerkatten. Filmen blev den näst mest inkomstbringande animerade filmen i historien (efter Frost), och spelade in mer än $ 1,100,000, fram tills Superhjältarna 2 (2018) slog det rekordet.